# Copa ECO
La Copa ECO fue una competición de fútbol a nivel de selecciones nacionales donde participaban los países miembros de la Organización de Cooperación Económica (en inglés: Economic Cooperation Organization) que se jugó de 1965 a 1993.

## Historia
El torneo fue creado en 1965 con el nombre Copa RCD por el Regional Corporation for Development en el cual formaban parte de un convenio de cooperación Irán, Turquía y Pakistán entre 1964 y 1979.
Luego de que en 1985 nace la Organización de Cooperación Económica y en 1992 se unen países de la desaparecida Unión Soviética como Uzbekistán, Tayikistán, Turkmenistán, Kazajistán, Kirguistán y Azerbaiyán, además de Afganistán. La última edición del torneo se jugó en 1993 teniendo a Uzbekistán y Afganistán como los únicos miembros de la ECO que nunca participaron en el torneo.
Irán y Turquía fueron los que ganaron más ediciones del torneo con 3.

## Formato
En sus ediciones de 1965 a 1974 se jugó bajo un sistema de liga, pero en la edición de 1993 con la participación de siete países se jugó con fase de grupos con semifinales y final.

## Resultados
| Año           | Sede          | Campeón       | Subcampeón    | Tercer Lugar            |
| como Copa RCD | como Copa RCD | como Copa RCD | como Copa RCD | como Copa RCD           |
| ------------- | ------------- | ------------- | ------------- | ----------------------- |
| 1965          | Tehran        | Irán          | Turquía       | Pakistán                |
| 1967          | Dhaka         | Turquía       | Irán          | Pakistán                |
| 1969          | Ankara        | Turquía       | Irán          | Pakistán                |
| 1970          | Tehran        | Irán          | Turquía U23   | Pakistán                |
| 1974          | Karachi       | Turquía       | Irán          | Pakistán                |
| como Copa ECO |               |               |               |                         |
| 1993          | Tehran        | Irán          | Turkmenistán  | Tayikistán y Azerbaiyán |

## Títulos por país
| País         | Medalla de oro | Medalla de plata | Medalla de bronce |
| ------------ | -------------- | ---------------- | ----------------- |
| Irán         | 3              | 3                | 0                 |
| Turquía      | 3              | 2                | 0                 |
| Turkmenistán | 0              | 1                | 0                 |
| Pakistán     | 0              | 0                | 5                 |
| Azerbaiyán   | 0              | 0                | 1                 |
| Tayikistán   | 0              | 0                | 1                 |

## Tabla Histórica
| # | País              | Participaciones | PJ | G | E | P  | GF | GC | GD  | Pts |
| - | ----------------- | --------------- | -- | - | - | -- | -- | -- | --- | --- |
| 1 | Irán              | 6               | 14 | 9 | 2 | 3  | 30 | 13 | +17 | 29  |
| 2 | Turquía           | 5               | 10 | 7 | 3 | 0  | 26 | 11 | +15 | 24  |
| 3 | Azerbaiyán        | 1               | 4  | 2 | 1 | 1  | 8  | 8  | 0   | 7   |
| 4 | Turkmenistán      | 1               | 4  | 2 | 0 | 2  | 9  | 4  | +5  | 6   |
| 5 | Tayikistán        | 1               | 4  | 1 | 1 | 2  | 4  | 4  | 0   | 4   |
| 6 | Kirguistán        | 1               | 3  | 0 | 2 | 1  | 3  | 4  | -1  | 2   |
| 7 | Kazajistán sub-21 | 1               | 3  | 0 | 2 | 1  | 3  | 6  | -3  | 2   |
| 8 | Pakistán          | 6               | 12 | 0 | 1 | 11 | 14 | 47 | -33 | 1   |